# Península de Al-Faw
La península de Al-Faw (en árabe: شبه جزيرة الفاو‎; en persa: شبه جزیره فاو‎) también transcrito como Fao o Fawr, es una región pantanosa contigua al Golfo Pérsico en el extremo sureste de Irak, al sureste de la ciudad de Basora. Es parte de un delta del río Chatt el Arab, formado por la confluencia de los ríos Éufrates y Tigris. La península de al-Faw limita con Irán al noreste, con las ciudades de Abadán y Jorramshar en el lado opuesto de Shatt al-Arab, y con Kuwait al suroeste, frente a las islas Bubiyan y Warbah.
Es el lugar donde se encuentran una serie de instalaciones petroleras importantes, sobre todo las dos principales terminales petroleras de Irak, Khor Al-Amaya y Mina Al-Bakr. Su principal importancia es su ubicación estratégica, pues da el control del acceso a Shatt al-Arab (y por tanto el acceso al puerto de Basora).
La única ciudad importante en la península es de Um Kasar, una ciudad que sirve como puerto pesquero y que comprendía la principal base naval de Irak, en la época de Saddam Hussein.
En 1986 fue ocupada por Irán durante la guerra entre este país e Irak en la Primera Batalla de Al Fao y la Operación Amanecer 8. En 2003 fue ocupada de nuevo pero esta vez por fuerzas estadounidenses, y de algunos países europeos.
La península fue uno de los primeros objetivos de las fuerzas de la Coalición en la invasión de Irak en 2003, con la participación de tropas británicas, estadounidenses y polacas. Las fuerzas de los Royal Marines, los US Marines y el GROM polaco organizaron un exitoso asalto anfibio nocturno en la península. Su objetivo era asegurar el puerto de Um Kasar para permitir el envío de suministros humanitarios y asegurar las instalaciones petroleras clave ubicadas en el área antes de que pudieran ser saboteadas por las fuerzas iraquíes en retirada. La terminal petrolera de Mina al-Bakr fue incautada por los Equipos SEAL 8 y 10; así como personal de la Armada de los Estados Unidos.